# Prvenstvo ONS Dubrovnik 1978./79.
Prvenstvo Općinskog nogometnog saveza (ONS) Dubrovnik  (također i kao Općinska nogometna liga Dubrovnik) je predstavljala ligu šestog stupnja nogometnog prvenstva Jugoslavije u sezoni 1978./79. 
 Sudjelovalo je 11 klubova, a prvak je bio "Vitoš" iz Vitaljine.

## Ljestvica
| mj. | klub                 | ut.      | pob.     | ner.     | por.     | gol+     | gol-     | bod      |
| --- | -------------------- | -------- | -------- | -------- | -------- | -------- | -------- | -------- |
| 1.  | Vitoš Vitaljina      |          |          |          |          |          |          | 26       |
| 2.  | Faraon Trpanj        |          |          |          |          |          |          | 23       |
| 3.  | Crnogorac Putniković |          |          |          |          |          |          | 21       |
| 4.  | Lovište              |          |          |          |          |          |          | 21       |
| 5.  | Orebić               |          |          |          |          |          |          | 15       |
| 6.  | Radnički Oskorušno   |          |          |          |          |          |          | 14       |
| 7.  | Enkel Popovići       |          |          |          |          |          |          | 14       |
| 8.  | Proleter Pridvorje   |          |          |          |          |          |          | 11       |
| 9.  | Hajduk Radovčići     |          |          |          |          |          |          | 9        |
| 10. | Zmaj Molunat         |          |          |          |          |          |          | 9        |
|     | Kupari               | odustali | odustali | odustali | odustali | odustali | odustali | odustali |

## Rezultatska križaljka
| kratica | klub                 | CRN | ENK | FAR | HAJ | LOV | ORE | PRO | RAD | VIT | ZMAJ | KUP |
| --- | -------------------- | --- | --- | --- | --- | --- | --- | --- | --- | --- | ---- | --- |
| CRN | Crnogorac Putniković |     |     |     |     |     |     |     |     |     |      |     |
| ENK | Enkel Popovići       |     |     |     | 2:4 |     |     |     |     |     |      |     |
| FAR | Faraon Trpanj        |     |     |     |     |     |     |     |     |     |      |     |
| HAJ | Hajduk Radovčići     |     | 5:0 |     |     |     |     |     |     |     | 6:6  |     |
| LOV | Lovište              |     |     |     |     |     |     |     |     |     |      |     |
| ORE | Orebić               |     |     |     |     |     |     |     |     |     |      |     |
| PRO | Proleter Pridvorje   |     |     |     |     |     |     |     |     |     |      |     |
| RAD | Radnički Oskorušno   |     |     |     |     |     |     |     |     |     |      |     |
| VIT | Vitoš Vitaljina      |     |     |     |     |     |     |     |     |     |      |     |
| ZMAJ | Zmaj Molunat         |     |     |     | 1:4 |     |     |     |     |     |      |     |
| KUP | Kupari               |     |     |     |     |     |     |     |     |     |      |     |
| |                      |     |     |     |     |     |     |     |     |     |      |     |
| podebljan rezultat - utakmice od 1. do 11. kola (1. utakmica između klubova) rezultat normalne debljine - utakmice od 12. do 22. kola (2. utakmica između klubova) rezultat nakošen - nije vidljiv redoslijed odigravanja međusobnih utakmica iz dostupnih izvora rezultat nakošen i smanjen * - iz dostupnih izvora nije uočljiv domaćin susreta prekrižen rezultat - poništena ili brisana utakmica p - utakmica prekinuta 3:0 p.f. / 0:3 p.f. - rezultat 3:0 bez borbe |                      |     |     |     |     |     |     |     |     |     |      |     |

 Izvori: 